# Grand Prix Alanya 2021
Grand Prix Alanya 2021 – 4. edycja wyścigu kolarskiego Grand Prix Alanya, która odbyła się 6 lutego 2021 na liczącej ponad 147 kilometrów trasie wokół Alanyi. Impreza kategorii 1.2 była częścią UCI Europe Tour 2021.

## Drużyny
| ProTeam- Bardiani CSF Faizanè Continental teams (10)- Mazowsze Serce Polski - Nippo-Provence-PTS Conti - Giotti Victoria-Savini Due - Wildlife Generation Pro Cycling - Terengganu Cycling Team - Spor Toto Cycling Team - Salcano Sakarya BB Team - Minsk Cycling Club - Eurocar Grawe Ukraine - BelAZ translation for headoftableIII_translate index 45 not found- Marathon-Tula Reprezentacje (8)- Ukraina - Rosja - Kazachstan - Białoruś - Uzbekistan - Azerbejdżan - Algieria - Szwajcaria Amatorski zespół kolarski- InEx Siberian Team Regionalne i klubowe drużyny (7)- CCN-Metalac Sunbelt - Deaf National Team - Nursultan Cycling Team - Mega Saray - SC Golden Wheels - Triathlon Kokshetau - NF Kimya Cycling translation for headoftableIII_translate index 53 not found- Sankt Petersburg |
| |

## Klasyfikacja generalna
| \| Klasyfikacja generalna \| Klasyfikacja generalna \| Klasyfikacja generalna \| Klasyfikacja generalna \| Klasyfikacja generalna \| \| Kolarz \| Kolarz \| Państwo \| Drużyna \| Czas \| \| ---------------------- \| ---------------------- \| ---------------------- \| ------------------------------- \| ---------------------- \| \| 1. \| Davide Gabburo \| Włochy \| Bardiani CSF Faizanè \| 3h 49' 18" \| \| 2. \| Filippo Colombo \| Szwajcaria \| Szwajcaria \| + 3" \| \| 3. \| Alessandro Tonelli \| Włochy \| Bardiani CSF Faizanè \| + 55" \| \| 4. \| Muradjan Xalmuratov \| Uzbekistan \| Uzbekistan \| + 55" \| \| 5. \| Alex Hoehn \| Stany Zjednoczone \| Wildlife Generation Pro Cycling \| + 55" \| \| 6. \| Kristian Yustre \| Kolumbia \| Giotti Victoria-Savini Due \| + 55" \| \| 7. \| Szymon Tracz \| Polska \| Nippo-Provence-PTS Conti \| + 55" \| \| 8. \| Luca Covili \| Włochy \| Bardiani CSF Faizanè \| + 59" \| \| 9. \| Ulises Castillo \| Meksyk \| Wildlife Generation Pro Cycling \| + 4' 12" \| \| 10. \| Jauhien Sobal \| Białoruś \| Minsk Cycling Club \| + 4' 12" \| |                     |                   |                                 |            |
| |                     |                   |                                 |            |
| Źródło: ProCyclingStats |                     |                   |                                 |            |
| Klasyfikacja generalna |                     |                   |                                 |            |
| Kolarz | Kolarz              | Państwo           | Drużyna                         | Czas       |
| 1. | Davide Gabburo      | Włochy            | Bardiani CSF Faizanè            | 3h 49' 18" |
| 2. | Filippo Colombo     | Szwajcaria        | Szwajcaria                      | + 3"       |
| 3. | Alessandro Tonelli  | Włochy            | Bardiani CSF Faizanè            | + 55"      |
| 4. | Muradjan Xalmuratov | Uzbekistan        | Uzbekistan                      | + 55"      |
| 5. | Alex Hoehn          | Stany Zjednoczone | Wildlife Generation Pro Cycling | + 55"      |
| 6. | Kristian Yustre     | Kolumbia          | Giotti Victoria-Savini Due      | + 55"      |
| 7. | Szymon Tracz        | Polska            | Nippo-Provence-PTS Conti        | + 55"      |
| 8. | Luca Covili         | Włochy            | Bardiani CSF Faizanè            | + 59"      |
| 9. | Ulises Castillo     | Meksyk            | Wildlife Generation Pro Cycling | + 4' 12"   |
| 10. | Jauhien Sobal       | Białoruś          | Minsk Cycling Club              | + 4' 12"   |